# Mary Caroline Dannat Starr
Mary Caroline Dannat Starr (Nueva York, 27 de abril de 1838-1904), también conocida como Madre María Verónica, fue una religiosa católica estadounidense, fundadora de la Congregación de Hermanas de la Divina Compasión y primera superiora general del mismo.

## Biografía
Mary Caroline Dannat Starr nació en la ciudad de Nueva York (Estados Unidos), el 27 de abril de 1838, en el seno de una familia adinerada y de la Iglesia episcopal. Sus padres fueron William Henry y Susannah Jones Dannat. Mary Caroline se casó con Walter Smith Starr a los diecinueve años. Del matrimonio nacieron sus hijos Chandler Dannat y Walter Dannat. Luego del nacimiento de Walter (1860) Mary Caroline se separó de su esposo. Insatisfecha con su comunidad de fe e inspirada por la vida de María Magdalena se acercó a la parroquia católica de Santa Ana en Nueva York, donde conoció al sacerdote Thomas Scott Preston. Se convirtió al catolicismo en abril de 1868.
Luego de su conversión, Dannat Starr se dedicó a la atención de los inmigrantes irlandeses y fundó para ellos una asociación intitulada a la Sagrada Familia, de la obra resaltaba la ayuda a los niños huérfanos o pobres. Para dar perpetuidad de la obra fundó la Congregación de Hermanas de la Divina Compasión, con la ayuda de su director espiritual Thomas Scott Preston. El día de su profesión cambió su nombre por Madre María Verónica. En el primer capítulo general del instituto fue elegida superiora general, cargo que desempeñó hasta su muerte, en 1904.